# Hästskärs fjärden
Hästskärs fjärden är en fjärd i Finland. Den ligger i Iniö i landskapet Egentliga Finland, i den sydvästra delen av landet, 200 km väster om huvudstaden Helsingfors.